# Seck (Allemagne)
Pour les articles homonymes, voir Seck.
Seck est une municipalité de la Verbandsgemeinde de Rennerod, dans l'arrondissement de Westerwald, en Rhénanie-Palatinat, dans l'ouest de l'Allemagne.